# HD204918
HD204918 — хімічно пекулярна зоря спектрального класу A7, що має видиму зоряну величину в смузі V приблизно  6,8.
Вона  розташована на відстані близько 400,2 світлових років від Сонця.